# 마을

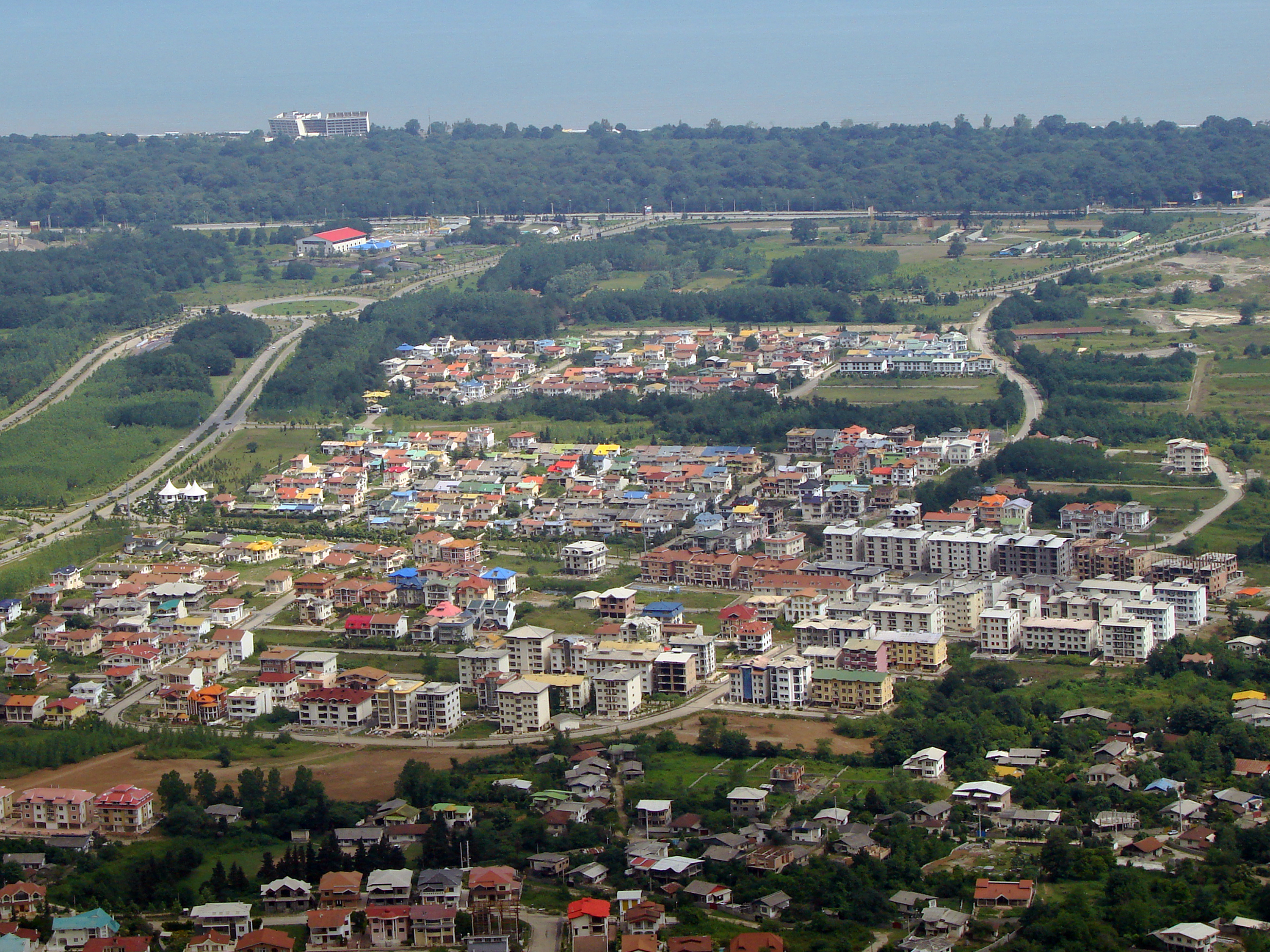
마을

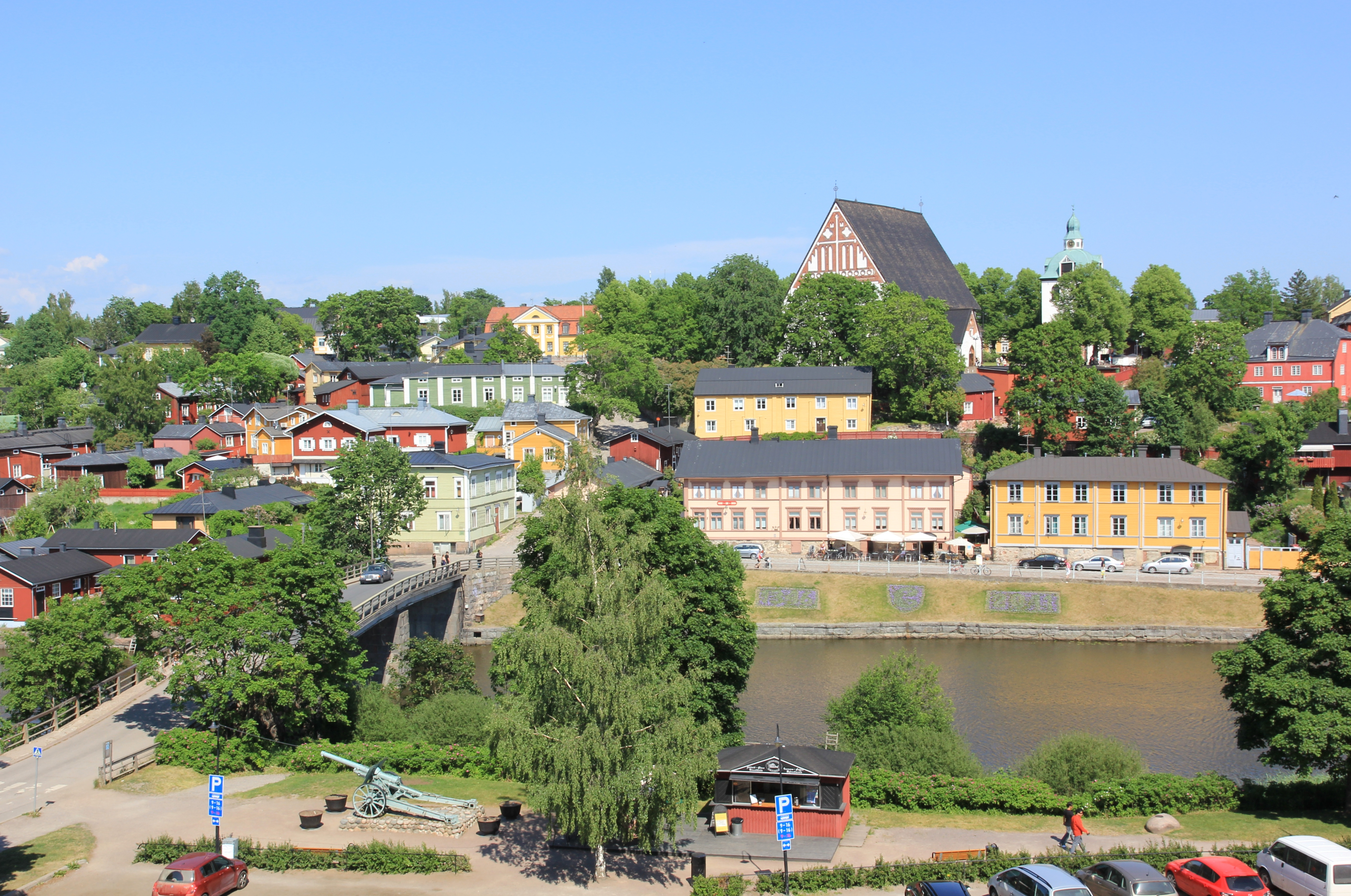
포르보

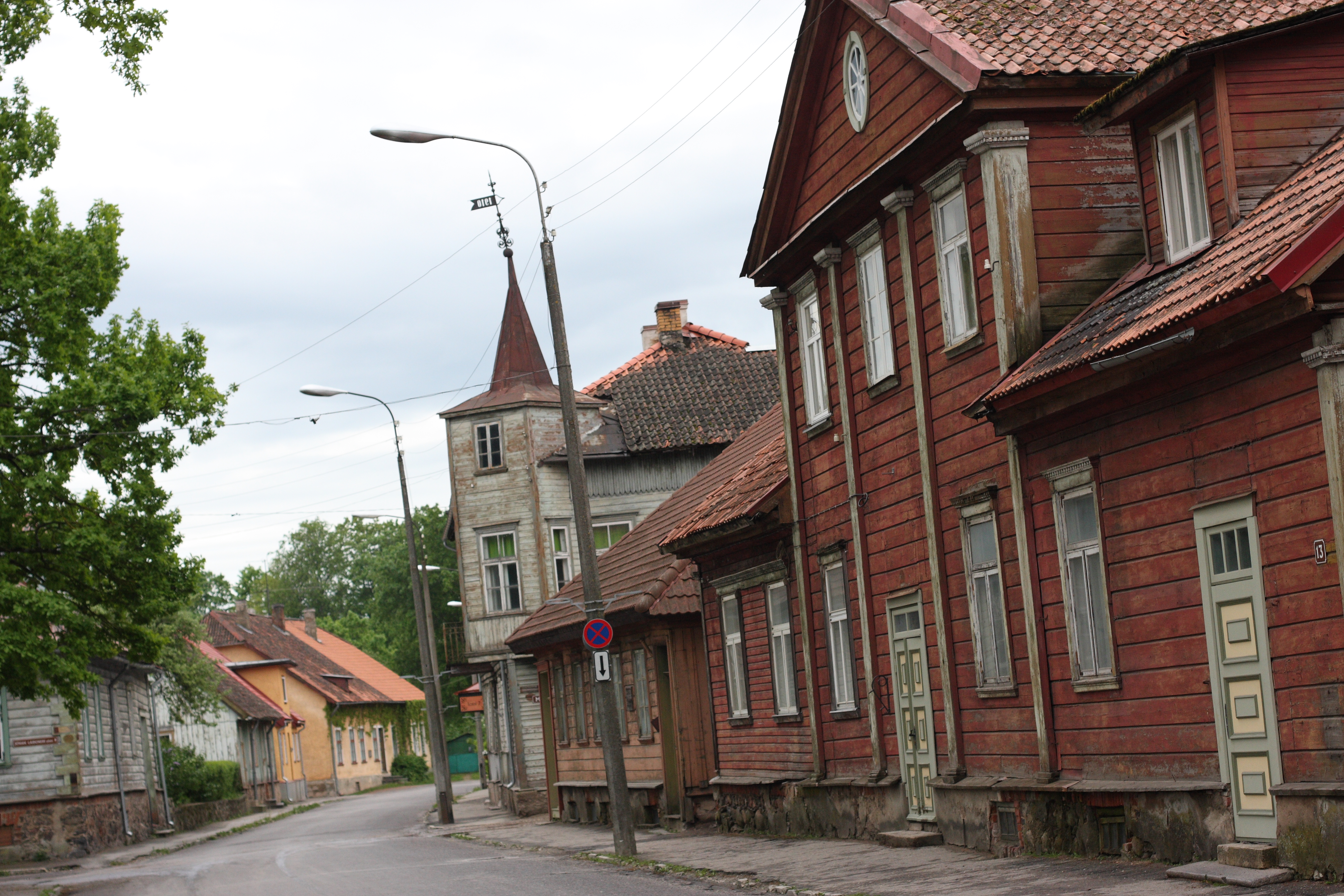
빌리안디

마을은 사람들이 모여 사는 곳으로, 말 또는 마실 그리고 타운(Town)이라고도 한다. 주로 도시(City)보다는 작고, 촌락(Village)보다는 큰 거주지역을 가리키는 의미로 사용되나, 한국어에서는 촌락이나 부락 등의 단어가 마을을 대신하여 사용되기도 한다.
말은 지명에 사용되고 있는데, 아랫말, 윗말에 포함되어 있다. 또한 '마실 가다'의 본 뜻은 '마을에 가다'로 집에서 멀지 않은 사람들이 더 많이 모여있는 이웃에 가다라는 의미로 추정된다. 자연적으로 발생한 마을은 씨족 단위의 공동체로 분가한 가족이 근처에 살면서 이루어지게 된다.

## 같이 보기
- 도시
- 촌락